# Våmtjärnen
Våmtjärnen är en sjö i Torsby kommun i Värmland och ingår i Göta älvs huvudavrinningsområde. Sjön har en area på 0,0806 kvadratkilometer och ligger 428,5 meter över havet. Sjön avvattnas av vattendraget Valpån.

## Delavrinningsområde
Våmtjärnen ingår i det delavrinningsområde (668812-131921) som SMHI kallar för Mynnar i Rottnan. Medelhöjden är 356 meter över havet och ytan är 34,7 kvadratkilometer. Det finns inga avrinningsområden uppströms utan avrinningsområdet är högsta punkten. Valpån som avvattnar avrinningsområdet har biflödesordning 4, vilket innebär att vattnet flödar genom totalt 4 vattendrag innan det når havet efter 388 kilometer. Avrinningsområdet består mestadels av skog (86 procent). Avrinningsområdet har 0,34 kvadratkilometer vattenytor vilket ger det en sjöprocent på 1 procent.